# Вульшава (струмок)
Вульшава, Вільшава — струмок в Україні, у Перечинському районі Закарпатської області. Права притока Ужа (басейн Дунаю).

## Опис
Довжина струмка приблизно 7,5 км. Формується з багатьох безіменних струмків.

## Розташування
Бере початок на південному заході від гори Скала (766 м) в урочищі Вульшава. Спочатку тече на південний схід через місто Перечин, там повертає на південний захід і впадає в річку Уж, ліву притоку Лаборцю. 
Струмок перетинає автошлях Н13 і залізниця.